# Joh. Brendow & Sohn Verlag
Die Joh. Brendow & Sohn Grafischer Großbetrieb und Verlag GmbH ist eine Großdruckerei mit einem Spezialprogramm standardisierter Drucksachen und ein Verlag.
Unter der Marke „Prilution“ bietet der Verlag zusammen mit den Verlagshäusern Bresto und Harfe professionelle Print- und Mediendienstleistungen, wie professionelle Werbekalender, Werbedrucke, allgemeine Drucksachen sowie Web-Dienstleistungen in Form vom Internetseiten und Web-Shops. Das Justizministerialblatt für das Land Nordrhein-Westfalen wurde vor seiner elektronischen Publikation im Jahr 2010 von der Joh. Brendow & Sohn Verlag GmbH gedruckt.

## Geschichte
Der Name des Unternehmens geht auf den Buchbinder Johann Brendow aus Soest zurück, der sich 1838 in Ruhrort niederließ und sich 1849 vom kleinen Gewerbetreibenden zum Verleger wandelte. Er bot zu Lebzeiten das sogenannte „Ruhrorter Wochenblatt“ zum Abonnement an. Heute haben Druckerei und Buchverlag ihren Sitz in Moers.

## Brendow Verlag
Der Buchverlag wurde 1964 von der damaligen Besitzerin der Druckerei, Helene Wiefelspütz, unter evangelistischen Vorzeichen gegründet. Von 1981 bis 1994 leitete  Hans Steinacker den  Verlag. Der  veröffentlicht Bücher, Hörbücher und Nonbooks mit christlichem Gehalt. Inzwischen bedient der Brendow Verlag zudem Märkte im säkularen Sortiment. Auch kritische Perspektiven auf den Glauben und aktuelle gesellschaftliche Entwicklungen hat der Verlag ins Programm aufgenommen. Jährlich erscheinen über 30 neue Titel. Der Brendow Verlag war langjähriges Mitglied der christlichen Verlagskooperation Edition C.

### Autoren
Der bekannteste fremdsprachige Autor des Verlags ist der irische Autor und Literaturwissenschaftler C. S. Lewis (1898–1963). Das berühmteste Werk von C. S. Lewis, die Kinderbuchserie Die Chroniken von Narnia, steigerte 2005 die Bekanntheit des Verlags, als die erste Narnia-Verfilmung in die deutschen Kinos kam. Heute bietet Brendow auch Fan- und Hörbücher zur Narnia-Saga an.
Ein weiterer englischsprachiger Autor, der bei Brendow unter Vertrag ist, ist Adrian Plass (übersetzt von Christian Rendel). Zu den deutschsprachigen Autoren zählen Arno Backhaus (Humorvolles Buch), Mickey Wiese, Sönke C. Weiss, Fabian Vogt, Reinhold Ruthe (Ratgeber-Literatur), Jens Böttcher, Erik Händeler, Dieter Lohr, Dorothee Döring, Johannes Czwalina und Sebastian Moll.

### C. S. Lewis-Preis
Von 2005 bis 2008 sowie seit 2014 verlieh der Brendow Verlag den C. S. Lewis-Preis, der christlich geprägte Romanprojekte auszeichnet. Bisherige Preisträger sind:
- 2005 Titus Müller für Siedler von Vulgata
- 2006 Dieter Lohr für Rebellion im Wasserglas
- 2007 Ingeborg Arlt für Die Hure und der Henker
- 2008 Nina Pourlak für Radieschen von unten (erschienen als Besser als Nix)
- 2014 Melissa C. Feurer für Fischerkinder (erschienen als Die Fischerkinder – Das verbotene Buch)[6]
- 2015 Jörg Arndt für den Roman X-World
- 2016 Sebastian Pirling für den Roman Der Kongress der Exegeten
- 2017 nicht verliehen[7]
- 2018 Julia Gehringer für den Roman Die Blutkönigin

## Marlon Verlag
Die Imprintmarke „Marlon“, die 2011 ihr erstes Programm vorgestellt hat, bediente das Genre des Unterhaltungsbuches mit Satire, Spaß- und Sachbüchern. Neben Kabarettisten und Comedians wurden Roman- wie auch Sachbuch-Autoren verlegt. Seit etwa 2018 ist der Verlag offline.